# Vladimir Selivatchiov
Vladimir Ivanovitch Selivatchiov (en russe : Владимир Иванович Селивачёв), né le 14 juin 1868 et mort le 17 septembre 1919, était un commandant dans l'armée bolchévique.

## Biographie
Il fait partie de la noblesse du gouvernement Novgorod. Son père était le capitaine Ivan D. Selivatchiov (1826-1870). Il étudie à l'école de Pavlovski et à l'École militaire d'état-major Nicolas. Il rejoint le 147e régiment d'infanterie de Samara.
Il participe de la guerre russo-japonaise de 1904 à 1905. En 1904 il est le commandant du 3e bataillon du 88e régiment d'infanterie. En 1906 il est promu lieutenant-colonel.
Durant la Première Guerre mondiale, il est nommé lieutenant-général le 22 octobre 1916. Après la révolution russe de février en mars 1917 il est nommé commandant du XLIXe corps d'Armée , qui faisait partie de la 11e armée. Durant l'offensive Kerenski il devient commandant de la 7e armée. Le 2 septembre 1917 il est arrêté par un comité de l'armée. Le 9 septembre 1917 il est licencié et emprisonné à la prison de Berdytchiv. Le 11 septembre, il est libéré et enrôlé dans la réserve du quartier général militaire de Kiev. Le 29 janvier 1918, il est renvoyé du service militaire pour des raisons de santé.
En décembre 1918, il est enrôlé dans l'Armée rouge et devient membre de la commission pour l'étude et l'utilisation de l'expérience de la guerre. En 1919, il passe plusieurs mois en prison en raison de son appartenance à une organisation clandestine. En septembre 1919, il devient l'assistant du commandant du Front du Sud et commandant de la 8e armée et une partie de la 13e armée.
Il meurt le 17 septembre 1919 de la typhoïde ou à cause d'un empoisonnement.[réf. nécessaire]